# Atletismo nos Jogos Pan-Americanos de 2011 - 110 m com barreiras masculino
A competição dos 110 m com barreiras masculino foi um dos eventos do atletismo nos Jogos Pan-Americanos de 2011, em Guadalajara. Foi disputada no Estádio Telmex de Atletismo entre os dias 27 e 28 de outubro.

## Calendário
Horário local (UTC-6).
| Data          | Horário | Fase         |
| ------------- | ------- | ------------ |
| 27 de outubro | 14:00   | Qualificação |
| 28 de outubro | 15:45   | Final        |

## Medalhistas
| Ouro   | CUB Dayron Robles  |
| Prata  | COL Paulo Villar   |
| Bronze | CUB Orlando Ortega |

## Recordes
Recordes mundial e pan-americano antes da disputa dos Jogos Pan-Americanos de 2011.
| Tipo                             | Atleta        | Tempo | Local    | Data                |
| -------------------------------- | ------------- | ----- | -------- | ------------------- |
|                                  | Dayron Robles | 12.87 | Ostrava  | 12 de junho de 2008 |
| Recorde dos Jogos Pan-Americanos | Anier García  | 13.17 | Winnipeg | 30 de julho de 1999 |

## Resultados

### Semifinais
Os três atletas melhores classificados de cada bateria mais os dois atletas mais velozes, se classificaram para as finais. 
| Pos. | Bateria | Nome                    | País                     | Tempo | Obs.            |
| ---- | ------- | ----------------------- | ------------------------ | ----- | --------------- |
| 1    | 2       | Dayron Robles           | CUB Cuba                 | 13.22 | Q               |
| 2    | 1       | Orlando Ortega          | CUB Cuba                 | 13.33 | Q               |
| 3    | 1       | Paulo Villar            | COL Colômbia             | 13.39 | Q,              |
| 4    | 1       | Jeffrey Porter          | USA Estados Unidos       | 13.47 | Q               |
| 5    | 2       | Dominic Berger          | USA Estados Unidos       | 13.62 | Q               |
| 6    | 2       | Matheus Facho Inocêncio | BRA Brasil               | 13.67 | Q               |
| 7    | 2       | Héctor Cotto            | PER Peru                 | 13.69 | q               |
| 8    | 1       | Enrique Llanos          | PUR Porto Rico           | 13.70 | q               |
| 9    | 2       | Jorge McFarlane         | PER Peru                 | 13.72 | Recorde pessoal |
| 10   | 1       | Carlos Jorge            | DOM República Dominicana | 13.80 |                 |
| 11   | 2       | Ronald Bennett          | HON Honduras             | 13.81 | Recorde pessoal |
| 12   | 1       | Eric Keddo              | JAM Jamaica              | 13.83 |                 |
| 13   | 2       | Jeffrey Julmis          | HAI Haiti                | 13.87 |                 |
| 14   | 2       | Renán Palma             | ESA El Salvador          | 14.19 | Recorde pessoal |
| 15   | 1       | Jhon Tamayo             | ECU Equador              | 14.22 |                 |
| 16   | 1       | Javier McFarlane        | PER Peru                 | 14.30 |                 |

### Final
| Pos.              | Nome                    | País               | Tempo | Obs.                             |
| ----------------- | ----------------------- | ------------------ | ----- | -------------------------------- |
| Medalha de ouro   | Dayron Robles           | CUB Cuba           | 13.10 | Recorde dos Jogos Pan-Americanos |
| Medalha de prata  | Paulo Villar            | COL Colômbia       | 13.27 | Recorde nacional                 |
| Medalha de bronze | Orlando Ortega          | CUB Cuba           | 13.30 |                                  |
| 4                 | Jeffrey Porter          | USA Estados Unidos | 13.45 |                                  |
| 5                 | Héctor Cotto            | PUR Porto Rico     | 13.49 | Recorde pessoal                  |
| 6                 | Enrique Llanos          | PUR Porto Rico     | 13.52 | Recorde pessoal                  |
| 7                 | Dominic Berger          | USA Estados Unidos | 13.65 |                                  |
| 8                 | Matheus Facho Inocêncio | BRA Brasil         | 13.76 |                                  |

Legenda
| Recorde mundial                  | Recorde mundial (World record)               |                       | Recorde africano                      | Recorde africano (African) |                                           | Q | Classificado por posição (Qualified) |
| Recorde dos Jogos Pan-Americanos | Recorde pan-americano (Pan-American record)  | Recorde da América    | Recorde da América (Americas)         | q                          | Classificado por melhor tempo (Qualified) |   |                                      |
| Melhor marca do ano              | Melhor marca do ano (World leading)          | Recorde asiático      | Recorde asiático (Asian)              | DNS                        | Não largou (Did not start)                |   |                                      |
| Recorde nacional                 | Recorde nacional (National record)           | Recorde europeu       | Recorde europeu (European)            | DNF                        | Não terminou (Did not finish)             |   |                                      |
| Recorde pessoal                  | Recorde pessoal do atleta (Personal best)    | Recorde da Oceania    | Recorde da Oceania (Oceania)          | DSQ / DQ                   | Desclassificado (Disqualified)            |   |                                      |
| Recorde da temporada             | Recorde da temporada do atleta (Season best) | Recorde sul-americano | Recorde sul-americano (South America) | NM                         | Sem marca (No mark)                       |   |                                      |